# Saliva/Diskografie
Diese Diskografie ist eine Übersicht über die musikalischen Werke der US-amerikanischen Rock-Band Saliva. Den Schallplattenauszeichnungen zufolge hat sie bisher mehr als zwei Millionen Tonträger verkauft, allesamt in ihrem Heimatland. Ihre erfolgreichste Veröffentlichung ist das zweite Studioalbum Every Six Seconds mit über einer Million verkauften Einheiten.

## Alben

### Studioalben
| Jahr | Titel Musiklabel                        | Höchstplatzierung, Gesamtwochen, AuszeichnungChartplatzierungen (Jahr, Titel, Musiklabel, Platzierungen, Wochen, Auszeichnungen, Anmerkungen) | Höchstplatzierung, Gesamtwochen, AuszeichnungChartplatzierungen (Jahr, Titel, Musiklabel, Platzierungen, Wochen, Auszeichnungen, Anmerkungen) | Anmerkungen                                                         |
| Jahr | Titel Musiklabel                        | UK | US | Anmerkungen                                                         |
| ---- | --------------------------------------- | --- | --- | ------------------------------------------------------------------- |
| 1997 | Saliva Rockingchair Records             | — | — | Erstveröffentlichung: 26. August 1997                               |
| 2001 | Every Six Seconds Island Records        | — | US56 Platin · (33 Wo.)US | Erstveröffentlichung: 27. März 2001 Veröffentlichung: + 1.000.000   |
| 2002 | Back into Your System Island Records    | — | US19 Gold · (29 Wo.)US | Erstveröffentlichung: 12. November 2002 Veröffentlichung: + 500.000 |
| 2004 | Survival of the Sickest Island Records  | — | US20 (7 Wo.)US | Erstveröffentlichung: 17. August 2004                               |
| 2007 | Blood Stained Love Story Island Records | — | US19 (15 Wo.)US | Erstveröffentlichung: 23. Januar 2007                               |
| 2008 | Cinco Diablo Island Records             | — | US104 (6 Wo.)US | Erstveröffentlichung: 16. Dezember 2008                             |
| 2011 | Under Your Skin Island Records          | — | US86 (1 Wo.)US | Erstveröffentlichung: 22. März 2011                                 |
| 2013 | In It to Win It Rum Bum Records         | — | — | Erstveröffentlichung: 3. September 2013                             |
| 2014 | Rise Up Rum Bum Records                 | — | US158 (1 Wo.)US | Erstveröffentlichung: 29. April 2014                                |
| 2016 | Love, Lies & Therapy Universal Records  | — | — | Erstveröffentlichung: 10. Juni 2016                                 |
| 2018 | 10 Lives Megaforc Records               | — | — | Erstveröffentlichung: 19. Oktober 2018                              |

### Kompilationen
| Jahr | Titel Musiklabel                                        | Anmerkungen                         |
| ---- | ------------------------------------------------------- | ----------------------------------- |
| 2010 | Moving Forward in Reverse: Greatest Hits Island Records | Erstveröffentlichung: 23. März 2010 |

### EPs
| Jahr | Titel Musiklabel                             | Anmerkungen                         |
| ---- | -------------------------------------------- | ----------------------------------- |
| 2007 | Ladies and Gentlemen Hit Pack Island Records | Erstveröffentlichung: 26. Juni 2007 |
| 2021 | Every Twenty Years MRI                       | Erstveröffentlichung: 7. Mai 2021   |

## Singles
| Jahr | Titel Album                                   | Höchstplatzierung, Gesamtwochen, AuszeichnungChartplatzierungen (Jahr, Titel, Album, Platzierungen, Wochen, Auszeichnungen, Anmerkungen) | Höchstplatzierung, Gesamtwochen, AuszeichnungChartplatzierungen (Jahr, Titel, Album, Platzierungen, Wochen, Auszeichnungen, Anmerkungen) | Anmerkungen                                                |
| Jahr | Titel Album                                   | UK | US | Anmerkungen                                                |
| ---- | --------------------------------------------- | --- | --- | ---------------------------------------------------------- |
| 2002 | Always Back into Your System                  | UK47 (2 Wo.)UK | US51 (20 Wo.)US | Erstveröffentlichung: Oktober 2002                         |
| 2003 | Rest in Pieces Back into Your System          | — | US93 (3 Wo.)US | Erstveröffentlichung: 25. Februar 2003                     |
| 2006 | Ladies and Gentlemen Blood Stained Love Story | — | US— GoldUS | Erstveröffentlichung: 7. November 2006 Verkäufe: + 500.000 |

Weitere Singles
- 2000: Your Disease
- 2001: Click Click Boom
- 2001: After Me
- 2003: Raise Up
- 2004: Survival of the Sickest
- 2004: Razor's Edge (feat. Brad Arnold)
- 2007: Broken Sunday
- 2007: King of the Stereo
- 2008: Family Reunion
- 2009: How Could You
- 2009: Southern Girls
- 2011: Nothing
- 2011: Badass
- 2011: Hate Me
- 2011: Never Should've Let You Go
- 2012: All Around the World
- 2013: In It to Win It
- 2013: 1000 Eyes
- 2013: Redneck Freakshow
- 2014: Rise Up
- 2015: I Don’t Want It
- 2016: Tragic Kind of Love
- 2016: Rx
- 2016: Unshatter Me
- 2016: Lonelies Know
- 2017: Lose Yourself
- 2018: Some Thing About Love
- 2019: Epidemic
- 2021: Your Disease
- 2021: After Me
- 2021: Greater Than / Less Than
- 2022: Reveleation Man
- 2022: Crows
- 2022: High on Me
- 2023: Come Back Stronger

## Videografie

### Musikvideos
- 2000: Your Disease
- 2001: Click Click Boom
- 2001: Spyhunter
- 2002: Always
- 2002: Rest in Pieces
- 2004: Survival of the Sickest
- 2006: Ladies and Gentlemen
- 2008: How Could You
- 2011: Badass
- 2016: Tragic Kind of Love
- 2022: Reveleation Man
- 2022: Crows
- 2022: High on Me

## Statistik

### Chartauswertung
|                     | UK    | US    |
| ------------------- | ----- | ----- |
| Nummer-eins-Alben   | UK—UK | US—US |
| Top-10-Alben        | UK—UK | US—US |
| Alben in den Charts | UK—UK | US7US |

|                       | UK    | US    |
| --------------------- | ----- | ----- |
| Nummer-eins-Singles   | UK—UK | US—US |
| Top-10-Singles        | UK—UK | US—US |
| Singles in den Charts | UK1UK | US2US |

### Auszeichnungen für Musikverkäufe
Anmerkung: Auszeichnungen in Ländern aus den Charttabellen bzw. Chartboxen sind in ebendiesen zu finden.
| Land/RegionAuszeichnungen für Musikverkäufe (Land/Region, Auszeichnungen, Verkäufe, Quellen) | Gold     | Platin  | Verkäufe  | Quellen  |
| -------------------------------------------------------------------------------------------- | -------- | ------- | --------- | -------- |
| Vereinigte Staaten (RIAA)                                                                    | 2× Gold2 | Platin1 | 2.000.000 | riaa.com |
| Insgesamt                                                                                    | 2× Gold2 | Platin1 |           |          |